# Mike Tiddy
Michael Douglas Tiddy, più conosciuto con il diminutivo Mike Tiddy (Cadgwith, 4 aprile 1929 – Truro, 25 novembre 2009) è stato un allenatore di calcio e calciatore inglese, di ruolo centrocampista.

## Caratteristiche tecniche
Era un'ala.

## Carriera
Tra il 1946 ed il 1950 gioca in terza divisione nel Torquay Utd; nel novembre del 1950, all'età di 21 anni, passa al Cardiff City, club di seconda divisione, con cui al termine della stagione 1951-1952 conquista una promozione in prima divisione, categoria nella quale gioca con i Bluebirds nel corso del triennio successivo.
Nell'estate del 1955 viene ceduto insieme a Gordon Nutt all'Arsenal in uno scambio che vede Brian Walsh fare il percorso inverso; rimane con i Gunners per tre stagioni, tutte trascorse in prima divisione, nelle quali nonostante numerosi infortuni che ne limitano l'attività (portandolo anche ad effettuare un delicato intervento chirurgico alla cartilagine di un ginocchio) mette complessivamente a segno 8 reti in 48 partite di campionato. Trascorre poi un quadriennio al Brighton, club di seconda divisione, con il quale nell'arco del suo quadriennio in squadra totalizza complessivamente 133 presenze ed 11 reti in partite di campionato.
Nel 1962, all'età di 33 anni, dopo complessive 368 presenze e 38 reti nei campionati della Football League abbandona il calcio professionistico e torna nella natia Cornovaglia per ricoprire il doppio ruolo di giocatore ed allenatore nei semiprofessionisti del Penzance, ai quali rimane fino al 1964; ricopre poi un ruolo analogo nella stagione 1964-1965 all'Helston Athletic, mentre dal 1965 al 1969 è al Falmouth Town con solamente il ruolo di giocatore. Disputa poi un'ultima stagione con il Porthleven, pur continuando in seguito a giocare a livello amatoriale per diversi anni nel Lizard Argyle, club del suo villaggio natale.

## Palmarès

### Giocatore

#### Competizioni regionali
- South Western League: 2

Falmouth Town: 1965-1966, 1967-1968
- South Western League Cup: 1

Falmouth Town: 1967-1968
- Cornwall Senior Cup: 2

Falmouth Town: 1965-1966, 1967-1968